# Rubén de la Red
Rubén de la Red Gutiérrez (Móstoles, 5 de junho de 1985) é um ex-futebolista espanhol que atuava como meia. Seu último clube foi o Real Madrid. Aposentou-se em 2010 após um problema cardíaco.
Havia se aposentado precocemente em 2009, com 24 anos de idade, devido a um problema cardíaco, que o levou a um desmaio em uma partida em 2008.
O Real Madrid desejou declará-lo inválido, assim, ele perderia o direito de jogar futebol profissionalmente e ganharia uma pensão mensal do clube cerca de 1,5 mil euros por mês.
No dia 3 de novembro de 2010, de la Red anunciou sua aposentadoria do futebol. Ele continuará no Real Madrid como treinador das divisões de base.

## Títulos

### Clubes
Real Madrid
- Campeonato Espanhol: 2006–07
- Supercopa da Espanha: 2008

### Seleção
Seleção Espanhola Sub-19
- Europeu Sub-19: 2004

Seleção Espanhola
- Eurocopa: 2008